# Грёзы в ведьмовском доме
«Грёзы в ведьмовско́м до́ме» (англ. The Dreams in the Witch House), в других переводах «Сны в ведьмином доме», «Ведьмин дом») — рассказ американского писателя Говарда Филлипса Лавкрафта, написанный в январе — феврале 1932 года.

## Сюжет
В 1920-х годах Уолтер Джилмен, студент факультета математики в Мискатонийском университете снимает комнату в «Доме ведьмы», в старинном районе Аркхема, штат Массачусетс. В 1692 году здесь жила ведьма Кеция Мейсон, известная тем, что сбежала из тюрьмы Сейлема в ночь перед казнью. Ведьма участвовала в колдовских сборищах в долине Белого Камня и Медоу-Хилл; и заявила, что при помощи формул и пиктограмм «переходит в Иные миры». С тех пор уже двести лет люди видели призрака ведьмы вблизи её проклятого дома, а его жильцы умирали таинственной смертью.
Джилмен изучает оккультные труды и становится буквально одержим геометрическими формулами ведьмы. Размеры его комнаты, кажется, соответствуют какой-то неземной геометрии. Углы комнаты, похоже, расположены так, чтобы образовать проход из одного измерения в другое. В доме ведьмы Джилмену мерещатся странные звуки и крысы. Ему снятся кошмары в которых его преследует маленькая косматая тварь и ведьма. Он ощущал, как подчиняясь импульсу Извне, перемещается в пространстве с искажённой геометрией, без физической формы, с неописуемыми веществами, цветами и звуками. Сны полностью вышли за пределы нормального: ему встречались циклопические строения, призмы, кубы и разумные сущности, которые мгновенно появлялись и исчезали случайным образом. Его сновидящее «я» столкнулось с причудливыми скоплениями «радужных, вытянутых сфероидальных пузырей», осьминожками, многоножками, индусскими идолами и гигантской змеёй.
Джилмен начинает страдать сомнамбулизмом, а ночью Фрэнк Илвуд, его сосед, замечает фиолетовое свечение из его комнаты. Дальше — хуже: его начинает манить точка в небе, между созвездиями Гидры и Арго Навис. Однажды Уолтер очнулся от сна посреди улицы. Потом сны становятся ещё более невероятными: он оказался на каменистом холме, залитым зелёным светом. Во снах является Чёрный человек, который велит Джилмену идти к трону Азатота и расписаться кровью в Книге Азатота. Бурый Дженкин упоминает во сне Ньярлатхотепа. В другом сне, он оказался в мире с тремя солнцами на мансарде города. Огромная равнина усеяна пиками, а впереди стоит город с минаретами, где обитают бочкообразные существа с пятью лучами-конечностями, на которых они парят над землёй. Джилмен прихватил во сне статуэтку, а когда проснулся, с ужасом обнаружил её у себя в руке. Учёные не смогли определить металл из которого сделана статуэтка. С этого момента Джилмен перестаёт различать реальность и сон.
В следующий раз, во сне, Джилмен расписывается кровью в книге Азатота и после этого попадает в бездну эфира (англ. Aether), где обитают огромные скачущие тени. Позже Чёрный человек и Кеция ведут Джилмена в дом в Аркхеме, где они похищают младенца. Проснувшись он узнаёт из газет, что трое преступников похитили ночью ребёнка. В Вальпургиеву ночь Джилмен попадает в тесную комнату и держит на алтаре младенца, которого ведьма собирается принести в жертву. Сумев освободиться от чар, Джилмен вступает в схватку со старухой, которая оказалась необычайно сильной. При виде распятия ведьма слабеет и Джилмену удаётся её задушить. Но Бурый Дженкин убивает младенца и завершает ритуал. Джилмен пинком отправляет маленькое чудовище в треугольную бездну. Раздаётся рокот космической бездны и Джилмен прыгает в треугольный портал в полу, и попадает в Иное измерение. Ему удаётся найти путь домой, следуя на звук молитвы Джо Мазуревича, обращённой к Шуб-Ниггурат. Проснувшись, Джилмен обнаруживает, что оглох — ему разорвало барабанные перепонки от громкого звука.
Кошмары Джилмена прекращаются, но через несколько дней Бурый Дженкин прогрызая ход в его груди, вырвав ему сердце. Инспектор по строительству признаёт дом непригодным для проживания и жильцов выселяют. Через несколько лет, в 1931 году, ураган срывает с дома крышу и рабочие, посланные снести здание, находят море детских костей, скопившихся в стенах дома на протяжении веков, скелет Кеции, книги по чёрной магии, жертвенный нож, чашу и статуэтку из внеземного металла — эти предметы выставляют в музее Мискатонического университета. Под полом чердака был скелет огромной бурой крысы с чертами анатомии человека. С той поры жители Аркхема ставят свечи в церкви в честь кончины этого существа.

## Герои
- Уолтер Джилмен (англ. Walter Gilman) — молодой студент родом из Хаверхилла. Изучал «неевклидовую геометрию, квантовую физику и оккультные книги. Страдает сомнамбулизмом и видит во снах кошмары про абстрактные высшие измерения. Остроту его чувств, описанная в первых абзацах, можно сравнить с остротой некоторых персонажей Эдгара Аллана По.
- Кеция Мейсон (англ. Keziah Mason) — аркхемская ведьма, арестованная в рамках салемских процессов в 1692 году. Использовала геометрические фигуры, чтобы «выйти за пределы пространства». Принесла клятву Чёрному человеку и получила тайное имя — Нахав (англ. Nahab). У неё сгорбленная спина, длинный нос, сморщенный подбородок, гримаса отвратительной злобы и ликования, хриплый, каркающий голос». Одета в лохмотья и бесформенные коричневые одежды.
- Бурый Дженкин (англ. Brown Jenkin) — фамильяр Кеции Мейсон, он же «маленькая косматая тварь». Описания сказочного спутника ведьмы были невероятно реалистичны, несмотря даже на откровенную фантастичность некоторых деталей.Зверёк покрыт длинной шерстью, по форме сходен с крысой, имеет необыкновенно острые зубы; мордочка его, снизу и по бокам также поросшая шерстью, удивительно напоминает болезненно сморщенное человеческое лицо, а крошечные лапки выглядят как миниатюрная копия человеческих кистей. Говорили также, что мерзкая тварь выполняет обязанности посыльного от старой Кеции Мейсон к дьяволу, а питается она якобы кровью самой ведьмы, подобно тому, как это делают вампиры. Голос существа представляет невообразимо отвратительный писк, а говорит оно на всех известных языках. Ни одно из невероятных чудовищ, являвшихся Джилмену в беспокойных снах, не наполняло его душу таким смрадом и омерзением, как этот ужасный крошечный гибрид; ни один из ночных образов со страниц Некрономикона не вызывал и тысячной доли того страха и отвращения, какие внушала маленькая тварь, без устали сновавшая в его видениях.
- Чёрный человек (англ. Black man) — таинственный персонаж, идентифицируется как «незапамятная фигура, представитель или посланник скрытых и ужасных сил — от Чёрного человека из Культа ведьм и Ньярлатхотепа из "Некрономикона"». Одет в бесформенное платье. Бурый Дженкин с игривой преданностью тёрся о его ноги, скрытые по щиколотки в глубокой грязи. Оставляет странные следы копыт на полу.Высокий худой человек с очень чёрной кожей, но впрочем без каких бы то ни было негроидных черт; на голове и на лице у него не было ни единого волоска, одежду же его составлял один только бесформенный балахон из тяжёлой чёрной материи. Ног незнакомца не было видно, но, очевидно, он был во что-то обут, поскольку всякое его движение сопровождалось отчётливым стуком. Человек ничего не говорил; мелкие, но правильные черты его лица не имели совершенно никакого выражения.
- Живые сущности (англ. Living entities) — инопланетяне, похожие на бочкообразные объекты и морскую звезду, которые жили в мире с тремя солнцами.

Они представляли собой нечто вроде поставленных вертикально бочкообразных объектов, сужающихся к концам, с тонкими спицами, расходившимися из центра, как от ступицы колеса. На обоих концах, сверху и снизу, каждый цилиндр имел по шарику или набалдашнику, с пятью плоскими треугольной формы лучами, наподобие лучей морской звезды. Лучи лежали почти точно в горизонтальной плоскости, лишь немного отклоняясь от центрального цилиндра. Джилмен увидел живых существ ростом примерно в два с половиной метра точно такого же вида, как статуэтки на балюстраде; существа передвигались на своих нижних лучах, изгибая их наподобие паучьих лапок...Оригинальный текст (англ.)"They represented some ridged, barrel-shaped object with thin horizontal arms radiating spoke-like from a central ring, and with vertical knobs or bulbs projecting from the head and base of the barrel. Each of these knobs was the hub of a system of five long, flat, triangularly tapering arms arranged around it like the arms of a starfish—nearly horizontal, but curving slightly away from the central barrel". 
"For they were living entities about eight feet high, shaped precisely like the spiky images on the balustrade, and propelling themselves by a spider-like wriggling of their lower set of starfish-arms".

### Второстепенные персонажи
- Азатот (англ. Azathoth) — в «Некрономиконе» говорится, что он владыка демонов, управляет пространством и временем, восседает на троне в центре Хаоса (бездне).
- Ньярлатхотеп (англ. Nyarlathotep) — в «Некрономиконе» говорится, что он является посланником тайных сил.
- Шуб-Ниггурат (англ. Shub-Niggurath) —  заклинатель духов единожды упоминает это имя в молитве, как элемент защитного заклинания. Похожим образом имя Йог-Сотота используется как элемент могущественного заклинания в романе «Случай Чарльза Декстера Варда», где также упоминается символ козла на древней могиле.
- Коттон Мэзер (англ. Cotton Mather) — проповедник, следил за процессом над Салемскими ведьмами.
- Фрэнк Илвуд (англ. Frank Elwood) — сокурсник Джилмена.
- Джо Мазуревич (англ. Joe Mazurewicz) — заклинатель духов и религиозный фанатик.
- Отец Иваницкий (англ. Father Iwanicki) — священник. Изначально персонаж присутствовал в черновике рассказа «Тень над Иннсмутом» (1931), но был удалён из окончательной версии.
- Судья Гаторн (англ. Judge Hathorne) — судья в Салеме.
- Профессор Апхэм (англ. Professor Upham) — преподаватель геометрии в университете Аркхема.
- Профессор Эллери (англ. Professor Ellery) — химик в университете Аркхема.
- Старый Уолдрон (англ. Old Waldron) — врач в больнице.
- Доктор Мальковский (англ. Dr. Malkowski) — врач с хорошей репутацией.
- Павел Чонский (англ. Paul Choynski) — земляк и сосед Мазуревича.
- Домбровский (англ. Dombrowski) — домовладелец.
- Дерошер (англ. Desrochers) — франко канадец, жилец дома.
- Питер Стовацкий (англ. Pete Stowacki) — мужчина, проживающий с Анастасией Волейко.
- Анастасия Волейко (англ. Anastasia Wolejko) — женщина, у которой украли ребёнка по имени Ладислаш (англ. Ladislas).
- Мэри Чанек (англ.  Mary Czanek) — сестра Анастасии Волейко.

## Вдохновение
«Грёзы в ведьмовско́м до́ме», вероятно, вдохновлён лекцией Виллема де Ситтера о «Размере Вселенной», которую Лавкрафт посетил за три месяца до начала написания рассказа. Имя Де Ситтера упоминается в рассказе наряду с другими выдающимися деятелями, включая Альберта Эйнштейна. Такие мотивы, как неевклидова геометрия, кривизна пространства, использование математики для более глубокого понимания природы Вселенной, освещены как в рассказе Лавкрафта, так и в лекции де Ситтера. Идея использования более высоких измерений и неевклидовой геометрии в качестве кратчайшего пути через пространство прослеживается работе А. С. Эддингтона «Природа физического мира», которую упоминает Лавкрафт. Эти идеи послужили источником вдохновения и развили концепцию фрагментированного зеркального пространства, ранее представленную Лавкрафтом в рассказе «Ловушка» (1931).
В «Энциклопедии Лавкрафта» говорится, что ещё одним источником вдохновения является незавершённый роман Натаниэля Готорна «Септимиус Фелтон, или Эликсир жизни» (изд. 1872 года).
Лавкрафт упоминал работу «Культ ведьм в Западной Европе» Маргарет Мюррей, где описывается шабаш, на котором ведьмы приносят клятвы «Богу ведьм».
Лавкрафт упоминает таких учёных как Планк, Гейзенберг, Эйнштейн, де Ситтер и Риман.

## Критика
Рассказ часто подвергался негативной критике: одни называли сюжет слишком расплывчатым, а другие — слишком явным. Отрицательная реакция Августа Дерлета на ещё неопубликованный рассказ была изложена Лавкрафтом другому корреспонденту: «Дерлет не сказал, что рассказ нельзя продать; на самом деле, он скорее думал, что всё-таки он будет продаваться. Он сказал, что плохая сама история, а это совершенно другое и гораздо более прискорбное замечание». Лавкрафт ответил Дерлету: «Эта реакция на мои бедные «Грёзы в ведьмином доме» в целом соответствует тому, что я и ожидал — хотя я вряд ли думал, что эта ужасно запутанная история является столь уж плохой, какой ты её счёл... Этот инцидент показывает мне, что «дни моей фантастики», вероятно, сочтены».
Обескураженный таким образом, Лавкрафт отказался представить рассказ для публикации где-либо; позже, без ведома Лавкрафта, Дерлет отправит рассказ в «Weird Tales». Редактор «Weird Tales» Фарнсворт Райт просил у Лавкрафта разрешения адаптировать рассказ для радио. Лавкрафт отверг эту идею, написав: «аудитория посчитает «странную фантастику» в драме довольно жалкой и абсурдной... Всё это одинаково плоская, избитая, синтетическая, по сути, лишённая атмосферы, мешанина из заурядных воплей, шёпотов и поверхностных механических ситуаций».
Многие более поздние критики разделили точку зрения Дерлета. Лин Картер назвала рассказ «незначительной попыткой», которая «остаётся сингулярной в рамках одного измерения и, как ни странно, это не удовлетворяет любопытство». Стивен Дж. Мариконда назвал рассказ «Великолепнейшим провалом Лавкрафта... его неравномерное исполнение не может сравниться с захватывающими по духу концепциями, которые стали одними из самых оригинальных в художественной литературе». Питер Кэннон утверждает, что «большинство критиков согласны» с тем, что «Грёзы в ведьмовском доме» считаются «беднейшим из поздних произведений Лавкрафта» вместе с рассказом «Тварь на пороге».
С. Т. Джоши назвал рассказ «одной из самых неудачных поздних работ Лавкрафта» (недоступная ссылка). В «Энциклопедия Лавкрафта» есть замечания, что «в то время, как рассказ содержит яркие космические перспективы гиперпространства, но сам Лавкрафт, похоже, не достаточно хорошо продумал детали сюжета... Кажется, будто, Лавкрафт стремился к последовательности поразительных образов, не беспокоясь о том, чтобы объединить их в логическую связь».
В 2000х годах появилась более благосклонная критика. Кеннет Хайт, разработчик видеоигр и нынешний обозреватель «Weird Tales» по Лавкрафту, называет рассказ «одним из самых чистых и наиболее важных примеров явного Лавкрафтовского космизма», предполагая, что это наиболее полное выражение авторских мотивов из рассказа «Из глубин мироздания», что далее продолжит своё развитие в рассказах «Музыка Эриха Цана», «Гипнос» и «Пёс»[страница не указана 1251 день].
Мишель Уэльбек отводит этому рассказу место, которому он придумал называние «окончательный четвёртый круг» Лавкрафта, классифицируя его вместе с семью другими рассказами, составляющими «абсолютную сердцевину мифологии Лавкрафта, почти противоречивую, но всё же это "великие тексты"» (недоступная ссылка).

## «Мифы Ктулху»
Рассказ тесно связан с «Мифами Ктулху». Джилмен изучает легенды о магии Древних (англ. Legends of Elder magic), а Мейсон читает «Нерономикон». Кеция при помощи пиктограмм «переходит за пределы других миров» (англ. Other spaces beyond). Джилмен описывает неевклидовую геометрию — это окружение похоже на Р'льех из рассказа «Зов Ктулху». Джилмен попадает в Иные миры и «Центр хаоса», где он слышит ритм космоса и звук флейт из глубин земли – это намёк на Азатота и Загробный мир, который иногда в мифологии связан с космосом. Заклинатель духов Мазуревич использует в молитве имя Шуб-Ниггурат как элемент защитного заклинания, в то время, как ведьма взывает к силам из бездны.
Август Дерлет упоминает Кецию Мейсон и Бурого Дженкина в рассказе «Наследство Пибоди» (1957).

## Темы

### Наука
Лавкрафт приводит объяснение для перемещений в пространстве через четвёртое измерение, — Кеция чертит пиктограммы, состоящие из линий, кривых, овалов и многоугольников. Математические формулы как основа «магии» и чёткое изображение научных понятий многомерного пространства с магическими атрибутами делают этот рассказ одной из самых сложных демонстраций приёмов Лавкрафта. В отличие от традиционных историй о колдовстве и «чёрной магии» с хорошо знакомыми атрибутами, видение Лавкрафта полностью космическое: Культ ведьм хранит знания о физике и математике; Чёрный Человек — инопланетная сущность из Иного измерения; эффекты магии связаны с многомерными энергиями; Джилмен видит неописуемые цвета. «Самые отвратительные обряды шабаша и происходят оттуда, где время и пространство не существуют»

### Ведьма
В рассказе описаны классические черты ведьм из фольклора: Кеция перемещается в пространстве, призывает фамильяр, похищает детей, совершает ритуалы в кругу из камней — друидическом храме. Двести лет назад королевская стража устраивала охоту на ведьм в Аркхеме (и других городах «Страны Лавкрафта»). Аркхемцы считали Бурого Дженкина случаем массовой галлюцинации. В доме ведьмы Джилмен испытывает гипнотическое воздействие и слышит крыс в стенах — это же происходит с героем, которого сводит с ума Ньярлатхотеп, в рассказе «Крысы в стенах». С Джилменом физически происходит всё то, что ему сниться: у него остаются раны и синяки, грязь, загар, он находит внеземную статуэтку — персонажи Лавкрафта могут перенести артефакты из Страны снов в реальный мир.

### Культы и ритуалы
Лавкрафт основывается на широко распространённых в мифологии Европы легендах о колдунах, которые вызывают чудовищ из Иных миров. В Вальпургиеву ночь и День всех святых ведьмы слетаются на шабаш, где они приносят клятву и подписывают кровью договор с Дьяволом. Ведьмы продают душу и получают тайное имя, а затем обретают способность колдовать. Ведьмы получают отметки Дьявола — родимые пятна. Чёрный человек говорит, что Джилмен должен расписаться кровью в «Книге Азатота» — это похоже на родовую книгу колдунов. В рассказе «Алхимик» Лавкрафт упоминает родовую книгу и проклятие. У Чёрного человека копыта вместо ног — как у демона. Владыка демонов, Азатот, может управлять пространством и временем — это черты Дьявола, которого Лавкрафт, вероятно, сравнивает с Азатотом в этом рассказе. Чёрный козёл и чёрная жаба, — нечистая сила. Джилмен упоминает нечеловеческих существ, пляшущих на шабаше.
В рассказе заметны и другие религиозно-библейские мотивы — что обычно не свойственно для произведений Лавкрафта. Майк Далагер («Рок-опера») сравнивает аватар Ньярлатхотепа и христианского Сатану, и отмечает, что ведьма боялась распятия, поэтому рассказ можно отнести к одним из немногих рассказов Лавкрафта о космических ужасах, что включают в себя иудео-христианские концепции, наряду с рассказом «Две чёрные бутылки».

## Запретные книги
«Некрономикон» Абдул Альхазреда
«Книга Эйбона»,
«Сокровенные культы» Фон-Юнцта

## «Страна Лавкрафта»
Джилмен описывает Аркхем (англ. Arkham):
В древнем Аркхеме, казалось, остановилось время, и люди живут одними легендами. Гнетущий страх исходил, казалось, от каждого камня старинного города и более всего — от ветхих стен мансарды древнего дома, что издавна прослыл в округе нечистым. Здесь повсюду в немом соперничестве вздымаются к небу островерхие крыши; под ними, на пыльных чердаках, в колониальные времена скрывались от преследований Королевской стражи аркхемские ведьмы. Но не было в жуткой истории города места, с которым связывалось бы больше страшных воспоминаний, чем с домом старой Кеции Мейсон. Дом ведьмы стоял на узкой улочке в центре Аркхема.
Аркхемские легенды, которые горожане осмеливаются передавать только шёпотом, рассказывают о том, что Кецию Мейсон и по сей день видят в её старом доме и на близлежащих улицах; что по утрам жильцы этого дома и прилегающих особнячков неоднократно обнаруживали у себя на теле неровные следы укусов, причём отпечатки зубов по форме удивительно напоминали человеческие; что в канун первого мая и в День всех святых многие аркхемцы слышат приглушённые детские крики, а вблизи дома старой ведьмы появлялся отвратительный запах; наконец, говорили, что в ветшавшем на глазах Ведьмином Доме, как, впрочем, и в некоторых других местах, незадолго перед рассветом появляется неизвестный косматый зверёк небольших размеров с необычайно острыми зубками, и если ему попадается случайный прохожий, то он с любопытством обнюхивает его.

Старый город полон тенистых хитросплетений немощёных, пахнувших плесенью переулков; побуревшие от времени жуткие глыбы домов, не имевшие, казалось, возраста, склоняются над головой, словно грозя обрушиться вниз, и с издёвкой бросали злобные взгляды узких подслеповатых оконец. Остров посередине реки вызывает много суеверных толков в городе. Там стоят необычные фигуры, образуемые рядами серых, поросших мхом камней, расставленные неведомой рукой в туманном прошлом, которое не оставило никаких иных следов в памяти людей.
Джилмен упоминает некоторые места Аркхема:
- Хейверхилл (англ. Haverhill) – Джилмен родился там.
- Долина Белого Камня (англ. Valley of the white stone) – место проведения шабаша.
- Медоу-Хилл (англ. Meadow-Hill) – колдовской холм, упоминается в рассказе «Модель для Пикмана».
- Ручей Висельников (англ. Hangman’s Brook) – место казни ведьм. Похожее описывается в рассказе «Модель для Пикмана».
- Заброшенная пристань (англ. Abandoned wharves) – пристань упоминается в рассказе «Модель для Пикмана».
- Орнская пристань (англ. Orne’s Gangway) – персонаж по фамилии Орн появляется в романе «Случай Чарльза Декстера Варда».
- Пибоди авеню (англ. Peabody Avenue bridge) – персонаж по фамилии Пибоди упоминается в повести «Хребты Безумия».
- Дорога в Иннсмут (англ. Road to Innsmouth) – это место действий повести «Тень над Иннсмутом».

Джилмен описывает Иные миры:
- каменистый холм, освещённый зелёным солнцем
- мир, где находятся циклопические постройки, в которых обитают группы пузырей, осьминожки, многоножки, жившие индусские идолы и гигантская змея
- мир эфира, в котором не существует формы и законов физики, где обитают существа в виде скопление пузырей, многоугольников, туманов или паров
- мир с тремя солнцами, где живут цилиндрической формы существа, которые передвигались на лучах, изгибая их наподобие паучьих лапок
- мир в далёкой галактике, где живут чудовища с маленькими щупальцами
- чёрная воронка последних пределов хаоса, где царит Азатот.

## Связь с другими произведениями Лавкрафта
В рассказе «За стеной сна» герой встречает космического скитальца и ощущает, как его манит к себе звезда в небе.
В рассказе «Из глубин мироздания» описаны бесформенные пришельцы из Иного измерения
В рассказе «Селефаис» сновидец падает во снах в бездну, где нет форм и законов физики, и обитают разумные газообразные существа.
В рассказе «Крысы в стенах» герою мерещатся крысы в стенах.
В рассказе «Неименуемое» упоминается Аркхем, Медоу-Хилл и Салемский процесс.
В рассказе «Модель для Пикмана» упоминается Салемский процесс и Коттон Мазер.
В рассказе «Зов Ктулху» описаны ритуалы в кругу из камней и циклопические руины с неописуемой геометрией.
В романе «Случай Чарльза Декстера Варда» описан шабаш ведьм и упоминается символ козла на одной из древних могил.
В рассказе «Праздник» герой попадает на колдовской ритуал, а затем спасается, прыгнув вниз головой, в чёрную реку.
В повести «Хребты безумия» описаны Иные миры и фиолетовое свечение высоких гор.
Фраза: «Ряды серых камней расставлены неведомой рукой в туманном прошлом, которое не оставило никаких иных следов в памяти людей» похожа на аналогичные в рассказе «Склеп» и «Праздник».

## Влияние
- Первая экранизация, «Проклятие Алого Алтаря» (1968), поставленная режиссёром Верноном Сивеллом с Борисом Карловым, Кристофером Ли и Барбарой Стил в главных ролях, получилась весьма далёкой от оригинала, как и другие ранние экранизации Лавкрафта, — сюжет был переработан в модном для конца 60 — начала 70-х годов «сатанинском» антураже. В телепередаче «100 лет ужаса» Кристофер Ли называл картину «не самой удачной», отмечая, что творческий потенциал актёрского состава не был использован, а концовка получилась откровенно нелепой — персонажи Кристофера Ли и Барбары Стилл оказывались одним и тем же лицом, что, видимо, было подсказано мотивами сюжета другого произведения Лавкрафта: «Тварь на пороге».
- Повесть была экранизирована в 2005 году во втором эпизоде американского телесериала «Мастера ужасов» «Сны в доме ведьм»
- Повесть легла в основу 6 серии 1 сезона сериала «Кабинет редкостей Гильермо дель Торо» (2022)
- 16 февраля в Steam вышла одноимённая инди игра[13].

## Комментарии
1. ↑  Здесь и далее все имена и названия приводятся по переводу Л. Володарской.